# Mocu-dži
Mōcū-dži (毛越寺) je budistični tempelj sekte Tendai v mestu Hiraizumi v južni prefekturi Ivate na Japonskem in se nanaša tudi na zgodovinsko območje, ki ga obdaja, kjer so ruševine dveh starejših templjev, Enrjū-dži (圓 隆寺) in Kašō-dži (嘉祥寺) v vrtu Jōdo (Čista dežela). Trenutni tempelj je bil zgrajen v 18. stoletju in nima nobene zveze s starodavnimi tempeljskimi strukturami, ki so nekoč stale tukaj. Junija 2011 je bil Mōcū-dži uvrščen na Unescov seznam svetovne dediščine kot zgodovinski spomeniki in kraji Hiraizumija – templji, vrtovi in arheološka najdišča, ki predstavljajo budistično čisto deželo.

## Zgodovina
Mōcū-dži je leta 850 ustanovil Enin (Džikaku Daiši) (圓仁 or 円仁, 793 ali 794 – 864 n. št.). Takrat je bilo območje meja med japonskimi Jamati in Emiši (蝦夷) v regiji Tohoku na severu Honšūja.
Sredi 12. stoletja je Fudživara no Motohira, drugi gospodar severne Fudživare, tukaj zgradil tempelj, imenovan Enrjū-dži. Obstaja tudi možnost, da je Motohirin oče Fudživara no Kijohira zgradil prejšnji Enrjū-dži na tem mestu, preden je umrl leta 1128. Če je tako, se domneva, da je ta prvotni tempelj požrl ogenj kmalu po dokončanju v nasledstveni vojni med Motohirom in njegovim bratom Korecunejem. Tempelj, ki ga je okoli leta 1150 zgradil Motohira, bi bil torej kopija templja njegovega očeta.
Motohirin Enrjū-dži je moral biti spektakularen po vseh merilih. Glavna dvorana je vsebovala monumentalni kip Jakuši Njōraija, Bude zdravljenja, z monumentalnimi kipi dvanajst nebeških generalov (Džūni Šinšō), ki jih je izklesal Unkei s kristalnimi očmi; inovacija v tistem času. Sama dvorana je bila svetlo pobarvana in okrašena z dragocenim lesom, zlatom, srebrom in dragulji. Glavno dvorano so obkrožale druge stavbe, vključno s predavalnico, obkrožno dvorano, dvonadstropnimi glavnimi vrati, zvonikom in skladiščem suter. Tablo z imenom templja je napisal Fudživara no Tadamiči (藤原忠通), okrasne pesmi pa Fudživara no Norinaga.
Na vrhuncu svoje slave naj bi imel Mōcū-dži 40 stavb in do 500 pomožnih kapelic za meditacijo, od katerih so mnoge pri gradnji uporabljale redek les in dragocene materiale, na način bližnjega Čūson-džija.
Ko je bil Enrjū-dži dokončan, je Motohira naročil, da se poleg njega zgradi skoraj natančna kopija, Kašō-dži. Ni dočakal dokončanja. Njegov sin in dedič Hidehira je opravil to nalogo. Kašō-dži je vseboval tudi monumentalni kip Jakuši Njōrai, vendar so bile stene okrašene s slikami, ki so ponazarjale Lotos Sutro.
Po padcu severnega klana Fudživara so vse stavbe uničili požari, bodisi naravni bodisi v spopadih, tempelj pa je bil do leta 1226 popolnoma v ruševinah.

## Sedanji status
Tempelj je bil ponovno zgrajen v obdobju Edo; vendar sedanje stavbe niso bile na prvotnih temeljih in niso rekonstrukcije prvotnih stavb. Sedanje tempeljske stavbe sestavljata hondō, v katerem je Jakuši Njōrai in dvorana za meditacijo Džogjō-dō. Ribnik Oizumi-ga-ike in okoliški vrt Čiste dežele sta ohranjena tako kot pred 800 leti. Oblikovalec vrta ni znan, vendar je bil očitno seznanjen s Sakuteiki (traktat o vrtnarstvu iz 11. stoletja). Vrt je sestavljen iz velikega ribnika z dvema otokoma, enim polotokom na jugovzhodni obali in tremi na južni obali. Na severni obali ribnika so ostanki prvotne glavne dvorane, zvonika in skladišča suter. V prvotnem vrtu so mostovi povezovali to dvorano z osrednjim otokom (ki je bil oblikovan kot magatama) in velikimi južnimi vrati. Obala s svojo plažo, polotoki in razgibanimi gorskimi skalami naj bi predstavljala morsko obalo. Lepe so zasaditve češenj, perunik, lotosov, grmičaste detelje in javorjev. Skozi vse leto potekajo različni festivali.
Mōcū-dži je označen kot posebno mesto slikovite lepote in posebno nacionalno zgodovinsko mesto.

## Kulturne vrednote

### Posebno zgodovinsko mesto
- Znotraj ozemlja templja

Naslednja območja so označena kot območja enklav posebnih zgodovinskih krajev in されている.
- Sledi Gomada
- Ruševine dvorane Wenshu
- Ugodne sledi dvorane
- Svetišče Kitano Tendžjin
- Hiyoshi Hakusansha
- Tempelj Kanazawa
- Kneževa družba
- Svetišče Yasaka
- Ruševine Zizai Wangyuan

### Pomembna nematerialna ljudska kulturna dobrina
- Enen iz templja Mocu-dži[5]

## Letni dogodki
- 20. januar: 20. nočni festival Džogjodo in ples "Enen no Mai".
- 1.–5. maj: spomladanski festival Fudživara in ples Enen no Mai
- 20. junij - 10. julij: Ajame Macuri ali Festival perunik
- 16. avgust: Daimondži Macuri ali Festival Bon ognja
- 15.–30. september: Hagi Macuri ali Festival japonske deteljice
- 1.–3. november: jesenski festival Fudživara in ples Enen no Mai